# クリス・アントネッティ
クリス・アントネッティ（Chris Antonetti 1975年 - ）は、MLB・クリーブランド・インディアンスの元ゼネラルマネージャー （GM）（2010年10月 - 2015年10月）であり、現在は編成部門最高責任者兼球団副社長。

## 経歴
1998年にモントリオール・エクスポズ（現ワシントン・ナショナルズ）でスカウトとしてフロント入り。スカウト部長が後にピッツバーグ・パイレーツでGM になるニール・ハンティントンだった。
1999年にハンティントンがアントネッティら数人を連れてクリーブランド・インディアンスに移籍した。ハンティントンとのスカウトコンビでグレイディ・サイズモア、CC・サバシア、ファウスト・カーモナ、ビクター・マルティネスらを発掘。後に2007年の地区優勝の原動力になる選手になっていく。1999年当時のGMだったジョン・ハートから常勝軍団だった時の方針だったチームの選手補強と育成の両立を学んだ。
その後、育成部長から2001年に飛び級でGM補佐への就任を経て、2010年10月にGMだったマーク・シャパイロが球団社長就任に伴い、43歳で勇退。後継者として指名される形でGMに就任。
就任後はファーム組織の底上げを図るべくトレードを主体にチームを構成していった。2011年のシーズン中のトレードでは福留孝介、ウバルド・ヒメネス、ジム・トーミを獲得したがその代償は大きく、球団のトッププロスペクトを多く出した。2013年シーズン前には初めてFA市場に進出した。積極補強路線に切り替え、ニック・スウィッシャー、マーク・レイノルズ、マイケル・ボーン、ブレット・マイヤーズ、ジェイソン・ジアンビ、トレードでは超有望株のトレバー・バウアーを獲得した。
2015年にはスウィッシャーとボーンをトレードで放出。その分残り契約分の金銭もプラスしたため財政が圧迫して白旗を上げたかに見えたが、何とかワイルドカード争いに加える事ができた。シーズン終了後には編成部門最高責任者兼球団副社長への就任で勇退し、GM補佐のマイク・チャーノフを後継に指名した。